# Бордюгов Андрій Олексійович
Бордюгов Андрій Олексійович (нар. 2 лютого 1922 — 1 березня 2003) — радянський військовий льотчик, Герой Радянського Союзу (1945).

## Життєпис
Народився 2 лютого 1922 року в селі Терни (нині Лиманського району Донецької області України) у робітничій родині. Навчався в середній школі № 25 міста Красний Лиман. Старшокласником вступив до місцевого аероклубу. Пройшовши теоретичний курс навчання, почав літати на У-2, Р-5. В 1940 році вступив до Ворошиловградського військового авіаційного училища льотчиків.
У серпні 1943 року успішно закінчив навчання, отримав перше офіцерське звання молодшого лейтенанта, і був направлений у 955-й штурмовий авіаційний полк 17-ї повітряної армії Південно-Західного фронту.
На початок січня 1945 року командир ланки А. О. Бордюгов здійснив 117 бойових вильотів, з них 40 — ведучим групи. До кінця війни здійснив 135 бойових вильотів.
Був учасником Параду Перемоги в Москві.
Указом Президії Верховної Ради СРСР від 18 серпня 1945 року командиру ланки 955-го штурмового Ризького авіаційного полку старшому лейтенанту Андрію Олексійовичу Бордюгову присвоєне звання Героя Радянського Союзу («Золота Зірка» № 7975).
У повоєнні роки продовжував служити у Військово-Повітряних силах. У 1953 році закінчив Військово-повітряну академію і був призначений старшим інспектором відділу штурмової авіації у 4-й центр бойової підготовки ВПС. Використовуючи власний досвід та знання, брав активну участь у розробках технічних прийомів ведення бойових дій із застосуванням реактивної авіації. Учасник випробування атомної бомби у Тоцькому в 1954 році.
У 1960 році підполковник Бордюгов перейшов на штабну роботу. До 1965 року служив у Групі радянських військ в Угорщині, пізніше отримав призначення в авіаційний полк Чернігівського вищого військового авіаційного училища льотчиків.
У 1973 році полковник Бордюгов звільнився в запас і залишився жити у Чернігові.
Помер 1 березня 2003 року.